# Brittney Savage
Brittney Savage (Nueva York, 29 de abril de 1987) es una ex luchadora profesional estadounidense. 

## Carrera profesional
Savage se aficionó a la lucha libre cuando estaba en el instituto y más tarde empezó a entrenar. En diciembre de 2008 Savage debutó en American Championship Entertainment como mánager de Danny DeManto. Brittney Savage debutó para Wild Samoan Afa's World Xtreme Wrestling como Brooke Carter y en su combate de debut, derrotó a Jana.

### Women Superstars Uncensored (2009–2013)
Savage debutó en Women Superstars Uncensored (WSU) bajo el nombre de Brooke Carter, formando equipo con Reyna Fire contra Melissa Coates y Trixxie Lynn, en un esfuerzo perdedor. En WSU Carter formó un tag-team con Miss April, conocido como The AC Express. El 7 de febrero de 2009, The AC Express derrotó a The Beatdown Betties (Roxie Cotton y Annie Social) para convertirse en el WSU Tag Team Champions. Un mes después, el 7 de marzo, derrotaron a The Beatdown Betties en una revancha para retener el campeonato.
El 10 de abril de 2009 Carter participó en el torneo J-CUP, pero fue derrotada por Rain en la primera ronda. El AC Express mantuvo los campeonatos hasta que Miss April firmó un contrato con World Wrestling Entertainment, entonces la WSU permitió a Carter elegir una sustituta y ella eligió a Alicia. Carter y Alicia perdieron los campeonatos ante Hailey Hatred y Jessicka Havok el 22 de agosto de 2009, en el evento As the World Turns. En noviembre de 2009, Brittney luchó contra Beth Phoenix en un episodio de WWE SmackDown.
El 3 de octubre de 2009, Jessicka Havok y Hailey Hatred derrotaron a Alicia y Carter para retener el WSU Tag Team Championship y después del combate, Carter se volvió heel y atacó a Alicia y reveló que estaba alineada con el manager Rick Cataldo. El 10 de octubre de 2009, la malvada Brittney Savage derrotó a Becky Bayless y Latasha en un combate de triple amenaza para ganar su primer campeonato de la WSU Spirit. El 12 de diciembre de 2009, Savage perdió el campeonato frente a Alicia, pero se las arregló para volver a capturar el campeonato después de una interferencia de Rick Cataldo. 
Brittney volvió a perder el Campeonato Spirit ante Alicia en un combate de triple amenaza en el que también participó Brittany Force y esa misma noche Savage recuperó el campeonato. El 5 de noviembre de 2010, Brittany Savage defendió con éxito el campeonato Spirit ante Divina Fly. El 15 de enero de 2011. Savage se asoció con Rick Cataldo y retaron a The Belle Saints por los títulos Tag Team de la WSU, pero no tuvieron éxito. El 4 de junio de 2011, Savage hizo una aparición para NCW Femmes Fatales en una salida victoriosa contra Cherry Bomb.
En el WSU 4th Anniversary Show, Savage perdió el Spirit Championship ante Sassy Stephanie. Tras el combate, se puso de cara atacando a Rick Cataldo y proclamó el fin de "The Cosmo Club". Savage participó en el torneo J-Cup 2011, donde derrotó a Cindy Rogers y Jana en las dos primeras rondas. En la final, derrotó a Sassy Stephie, para ganar una oportunidad contra la campeona de la WSU, Mercedes Martinez. 
El 25 de junio de 2011 en The Uncensored Rumble IV, Savage desafió sin éxito a Mercedes Martínez por el Campeonato de la WSU. Más tarde en el programa, Savage participó en The Uncensored Rumble IV, pero fue eliminada por Amy Lee. El 6 de agosto de 2011 Savage derrotó a Lee en un "Uncensored Rules" match. Después del combate Savage se volvió cara y en la segunda grabación se alineó con Mercedes Martínez y Alicia, asistiéndolas contra Midwest Militia.
El 28 de abril de 2012, Brittney ganó el Torneo J-Cup por segunda vez tras derrotar a Ezavel Suena en la primera ronda, a Annie Social en la segunda ronda y a Athena en la final para obtener una oportunidad por el Campeonato de la WSU. Sin embargo, durante su combate por el título con la recién coronada campeona Mercedes Martínez, la ex campeona Jessica Havok, se interpuso en el combate convirtiéndolo en un trío después de que Havok invocara su cláusula de revancha.

### Shine Wrestling (2013)
En 2013, Brittney se trasladó a Florida y se convirtió en una habitual de Shine Wrestling. El 23 de marzo, Savage se enfrentó a Su Yung en un combate individual en Shine 8, pero Brittney salió derrotada.
El 5 de junio de 2013, Brittney anunció que se retiraría de la lucha libre en diciembre. Sin embargo, el 21 de julio, se retractó de sus planes debido a lo que ella llamó algo grande que le estaba sucediendo. Un mes después, el 20 de agosto, los planes de Brittney se cayeron y anunció oficialmente su retiro de la lucha libre.
Al año siguiente, Brittney anunció que volvería a la lucha libre junto a su marido Jesse Neal. Solo un par de meses después, Brittney sufrió una lesión en la rodilla que le hizo anunciar de nuevo su retirada de la lucha libre, añadiendo que seguiría haciendo de valet para Neal. El 28 de febrero de 2015, Brittney anunció que volvía a aceptar reservas y que regresaría al ring, cosa que, finalmente, no se materializó.

## Vida personal
Antes de convertirse en luchadora, fue gerente de una sede de la firma de moda estadounidense Abercrombie & Fitch durante cinco años. Savage tiene doce tatuajes. Estaba casada con el también luchador profesional Jesse Neal, y en diciembre de 2013 anunciaron que estaban esperando su primer hijo, una niña llamada Brooklyn, que nació el 12 de abril de 2014. En 2018, Savage se convirtió en gerente a tiempo completo en Tillys, dedicándose posteriormente a la industria de la belleza.

## Campeonatos y logros
- Pro Wrestling Illustrated
  - Posicionada en el nº 24 del top 50 de luchadoras femeninas en el PWI Female 50 en 2012[16]
- Women Superstars Uncensored
  - WSU Spirit Championship (3 veces)
  - WSU Tag Team Championship (2 veces) – con Alicia (1) y Miss April (1)
  - J-Cup Tournament (2011, 2012)[11]
- New York Wrestling Connection
  - NYWC Starlet Championship (1 vez)